# Słonecznik jaskrawy
Słonecznik jaskrawy (Helianthus ×laetiflorus Pers.) – gatunek rośliny pochodzenia mieszańcowego z rodziny astrowatych. Jego rodzicami są słonecznik szorstki (H. pauciflorus) i bulwiasty (H. tuberosus). Pochodzi ze środkowej i wschodniej części Ameryki Północnej, poza tym rozprzestrzeniony jako roślina ozdobna. Uprawiany jest także w Polsce, gdzie rzadko także dziczeje.

## Morfologia
ŁodygaProsto wzniesiona o wysokości od 0,5 do 1,2, rzadko do 2,5 m.
LiścieUlistnienie naprzeciwległe zwłaszcza w dolnej części pędu. Liście niezbyt sztywne.
KwiatyZebrane w kwiatostany typu koszyczek, które na pędzie wyrastają w liczbie kilku. Koszyczki otulone są okrywą złożoną z przylegających listków słabo różniących się długością. Brzeżne kwiaty języczkowe są żółte, a środkowe kwiaty rurkowe są żółte lub brązowe.
Gatunki podobneOd słonecznika szorstkiego odróżnia go niezbyt zróżnicowana długość listków okrywy i ich ciemnozielony kolor, mniej sztywne liście. Od słonecznika bulwiastego odróżniają go przylegające liście okrywy, nie wyciągnięte na końcu w kończyk.